# 茨木市立川端康成文学館
茨木市立川端康成文学館（いばらきしりつかわばたやすなりぶんがくかん）は、大阪府茨木市にある文学館。

## 概要
日本人初のノーベル文学賞受賞者である作家・川端康成の業績の顕彰および紹介するために、茨木市に建設された施設で、1985年5月に開館した。館は市立上中条青少年センターに併設されている。川端は両親と死別後に祖父に引き取られ、3歳から旧制茨木中学校（現大阪府立茨木高等学校）卒業まで三島郡豊川村（1956年に茨木市に編入）で育った。
館では、遺品など約400点を展示するとともに、豊川村にあった幼少期に住んだ屋敷の可動式模型を展示。パネルやビデオで川端の作品と生涯を紹介している。また、ギャラリーが併設されており、毎年6月には企画展を行う。

## 施設
- 「生い立ち―宿久庄での暮らし」コーナー
- 旧制茨木中学・第一高等学校の頃と東京帝国大学・東大時代『伊豆の踊子』・『浅草紅団』 コーナー
- 『雪国』・『名人』・『千羽鶴』・『山の音』、日本ペンクラブ会長、世界の中の川端文学、『古都』コーナー
- 「ノーベル文学賞受賞」コーナー
- 「祖父母と暮らした屋敷の模型」コーナー
- 「ふるさとの家」コーナー
- ビデオコーナーA
- ビデオコーナーB
- 川端文学散歩

## 利用情報
- 開館時間：9時～17時
- 休館日：月曜日の午後、火曜日、祝日の翌日

## 交通アクセス
- JR京都線 茨木駅 徒歩20分
- 阪急京都線 茨木市駅　徒歩20分
- 無料駐車場あり

## 周辺
- 茨木市立茨木小学校
- 茨木神社